# Alan McClatchey

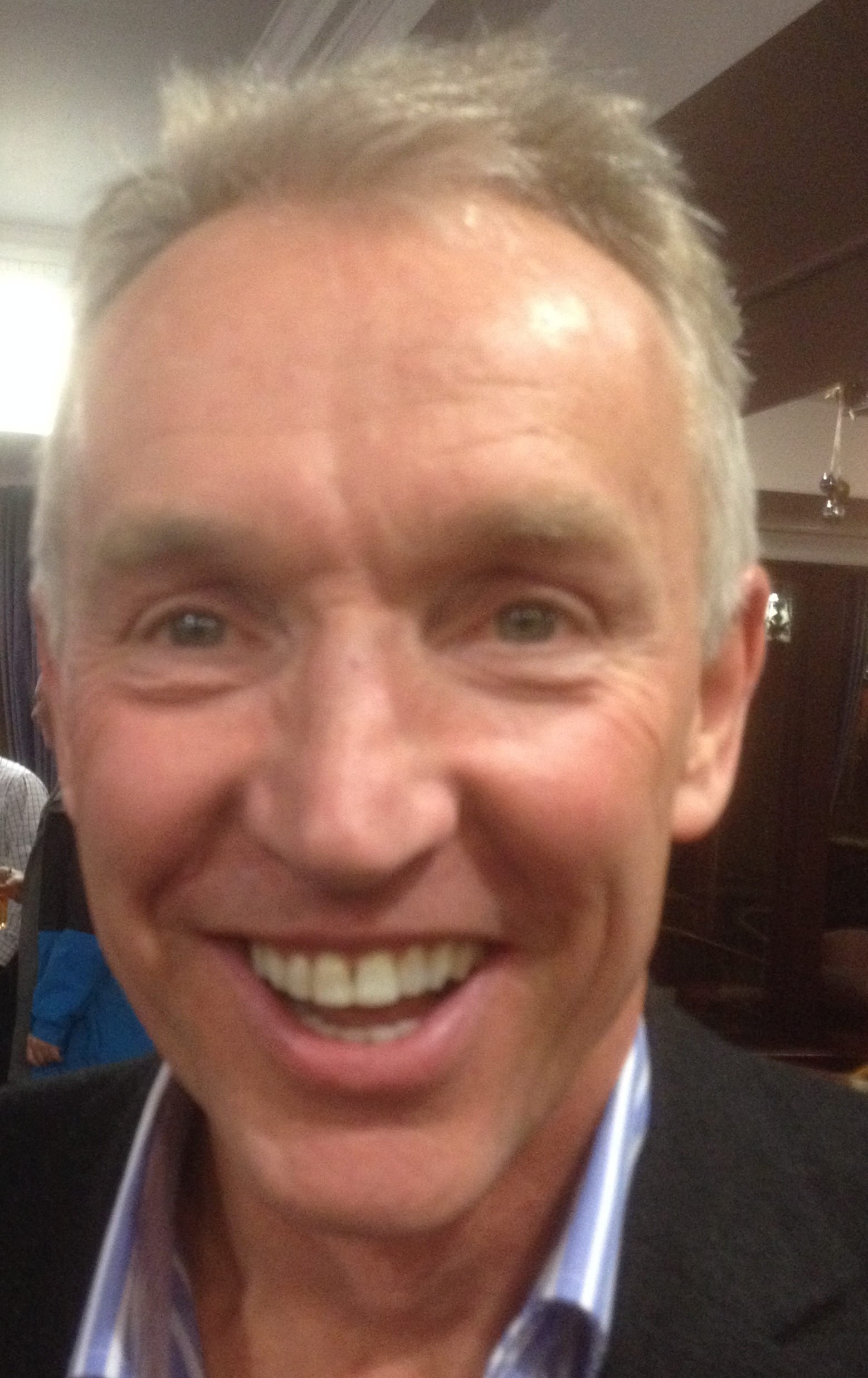
Alan McClatchey bei der 125-Jahr-Feier seines Schwimmvereins 2013 in Edinburgh

Alan McClatchey (* 16. September 1956) ist ein ehemaliger britischer Schwimmer. Bei den Olympischen Spielen 1976 in Montreal gewann er eine Bronzemedaille, im Jahr zuvor hatte er bei den Schwimmweltmeisterschaften 1975 eine Silbermedaille erhalten.

## Karriere
Alan McClatchey schwamm für den Warrender Baths Club in Edinburgh. Während seines Studiums startete er für das Sportteam der University of Michigan.
Bei den British Commonwealth Games 1974 in Christchurch trat McClatchey in neun Disziplinen an. Er belegte den sechsten Platz über 200 Meter Freistil und über 200 Meter Schmetterling sowie den fünften Platz über 1500 Meter Freistil. Über 100 und 200 Meter Freistil sowie über 100 Meter Schmetterling erreichte er nicht das Finale. McClatchey schwamm in allen drei schottischen Staffeln und belegte jeweils den vierten Platz, wobei nur Gordon Downie und Alan McClatchey in allen drei Staffeln dabei waren. Im Jahr darauf bei den Weltmeisterschaften 1975 in Cali gewann die britische 4-mal-200-Meter-Freistilstaffel mit Alan McClatchey, Gary Jameson, Gordon Downie und Brian Brinkley die Silbermedaille hinter der Staffel aus der Bundesrepublik Deutschland.
Bei den Olympischen Spielen 1976 in Montreal trat McClatchey in vier Disziplinen an. Über 200 Meter Freistil belegte er den 25. Platz. Die 4-mal-200-Meter-Freistilstaffel mit Alan McClatchey, David Dunne, Gordon Downie und Brian Brinkley erkämpfte die Bronzemedaille hinter den Staffeln aus den USA und aus der Sowjetunion, aber vor den beiden deutschen Staffeln. Über 400 Meter Freistil verfehlte McClatchey den Finaleinzug als 15. der Vorläufe, wobei er über eine Sekunde hinter Gordon Downie lag, der den 14. Platz belegte. Schließlich trat McClatchey noch über 400 Meter Lagen an und belegte als bester Brite den 12. Platz. 1977 erreichte McClatchey bei den Europameisterschaften in Jönköping den fünften Platz über 400 Meter Lagen. McClatcheys letzte große internationale Meisterschaften waren die Commonwealth Games 1978 in Edmonton. Er wurde Siebter über 200 Meter Schmetterling und Sechster über 400 Meter Lagen. Sowohl mit der 4-mal-100-Meter-Freistilstaffel als auch mit der 4-mal-200-Meter-Freistilstaffel belegte der Schotte den vierten Platz.
Alan McClatchey ist der Großonkel der Schwimmerin Caitlin McClatchey.